# Асадо

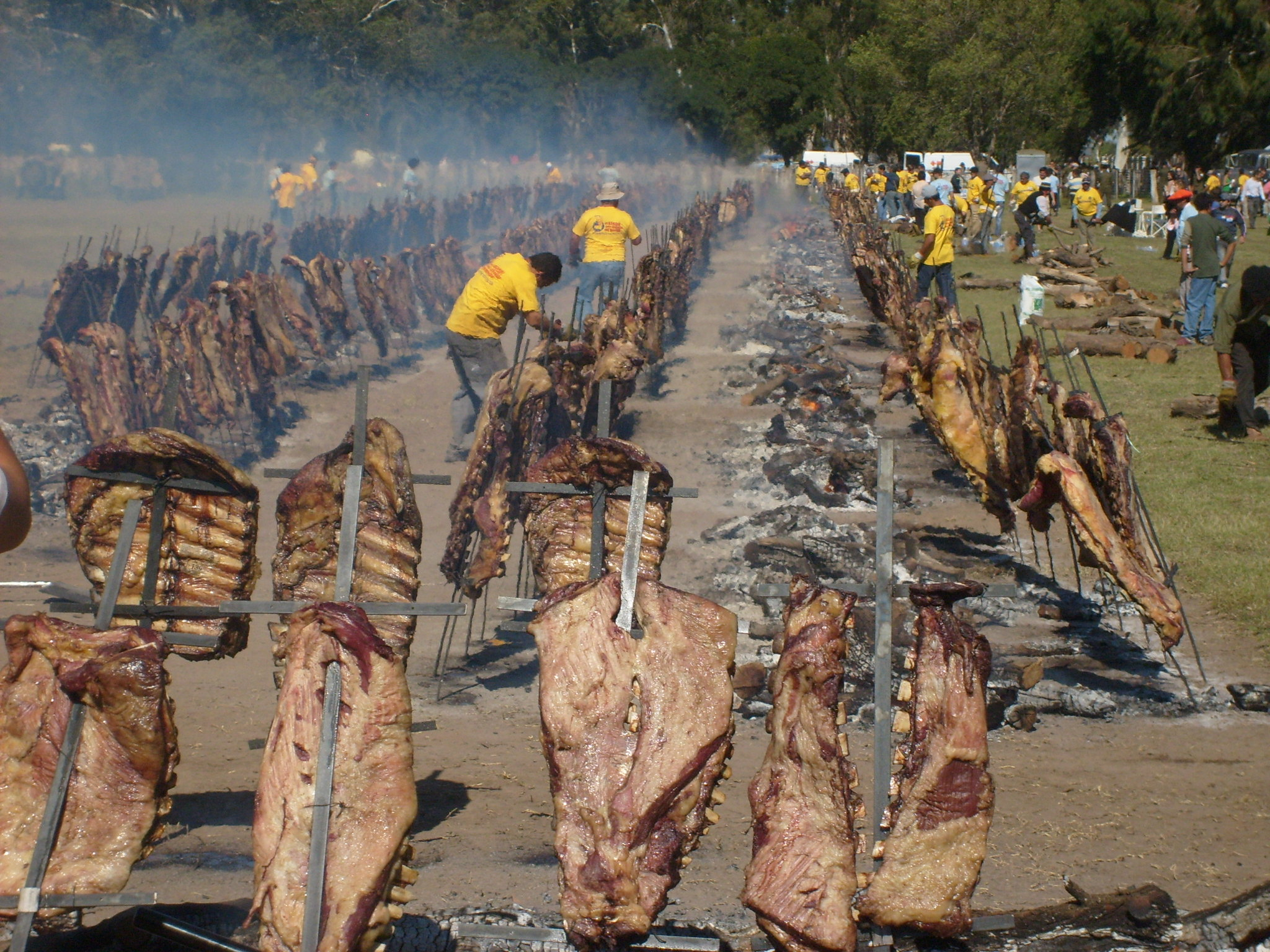
Смажена готується в Патагонії, Аргентина

Аса́до (ісп. Asado) — страва зі смаженого м'яса, популярна у Аргентині, Болівії, Чилі, Колумбії, Еквадорі, Парагваї, Перу, Уругваї і Венесуелі.

## Види асадо
Існує три способи смаження м'яса:
- гриль (найпоширеніший);
- на рожні, що встромляється в землю, і при цьому м'ясо обсмажується перпендикулярно вогню;
- «асадо кон куеро» (ісп. asado con cuero), тобто м'ясо обсмажується з плівкою, що зберігає його сік і аромат.

## Приготування
Зазвичай асадо готують чоловіки — асадори. Гриль для приготування страви (ісп. parrilla) є майже в кожній латиноамериканській родині, часто асадо готують прямо у дворі або на балконі.
Список інгредієнтів страви: м'ясо, домашня ковбаса, залози, нирки, кров'янка. Також до нього можна додати м'ясо курчати, баранину, м'ясо лами чи теляти. Страва готується з розрахунку півкілограма м'яса на персону. Асадо подається з хлібом, салатом, соусом чімічуррі і червоним вином.
Процес приготування асадо має ряд особливостей. Вогонь розводиться за допомогою квебрахо чи вугілля. Інші види палива не використовуються. При цьому обов'язково розпалюється два багаття: вугілля від одного з них будуть у подальшому підкладати під гриль, де жевріє інший вогонь. Адже великий вогонь може спалити асадо, залишивши його сирим усередині; дуже маленький вогонь просто «зварить» його. А асадо повинно бути обсмаженим. Гриль установлюється на висоті 10 сантиметрів над жаристим вугіллям. Насамперед, необхідно добре розігріти сам гриль, щоб очистити його від жиру попереднього асадо.
М'ясо нарізають в останню чергу. Для цього готується велика дошка, виделка і ніж з довгою колодкою. З м'яса знімається зайвий жир. Асадо звичайно готується з яловичих ребер, але також це може бути курча, ромштекс, стейк з кісткою, гарна філейна частина. Усе нарізається шматками й обсмажується. Ковбаси на кілька хвилин кладуть у холодну воду, потім проколюють виделкою, щоб вийшов жир, тоді вони не лопаються.
Далі їх обсмажують 40 хвилин. Краще покласти більше вугілля під м'ясо і менше під ковбаски. Необхідно перевертати шматочки так, щоб вони обсмажувалися рівномірно. Коли почне з'являтися сік, м'ясо необхідно перевернути. А солять його в останній момент, аби зберегти сік.
Залози на якийсь час кладуть у воду, щоб з них можна було легко зняти плівку. Після того, як вона буде знята, додають небагато лимонного соку. З нирок знімають плівку і нарізають шматочками. Дехто, перш ніж викласти нирки на гриль, кладе їх на кілька хвилин в солону воду, інші просушують. Шматочки залоз і нирки смажать. Кишки добре промивають і залишають їх у солоному розчині до того, як класти на гриль. Потім скручують у рулон, сколюють зубочисткою й обсмажують.
Готову кров'янку обсмажують в останню хвилину. Дуже гострий соус чімічуррі і соус по-креольски повинні вже чекати на столі. Соус чімічуррі готують за день до асадо і зберігають у холодильнику.
Для того щоб приготувати чімічуррі беруть 10 зубків часнику, 1 ложку сушеного орегано, 4 лаврові листки, 2 ложки паприки, 1 ложка тим'яну, 1 ложку базиліку, 1 ложку дрібно нарізаної петрушки, 1/2 ложки кмину, 1 ложки солі, 1/2 ложки меленого перцю, 1/2 склянки рослинної олії, 1/4 склянки оцту, 1 склянку окропу. Часник подрібнюють і змішують з іншими компонентами. Суміш поміщають у пляшку і збовтують, поки усі компоненти добре не змішаються.
Найкращим десертом для асадо може бути фруктовий салат чи салат варення з айви і сир.